# Honda P2
P2 (model prototypowy 2) – humanoidalny robot stworzony w 1996 przez japońską firmę Honda.

## Parametry
- Rozmiary: 182 cm x 60 cm x 75,8 cm
- Waga: 210 kg
- Maksymalna prędkość: 2 km/h
- Czas funkcjonowania: 15 min
- Zasilanie: Ni-Zn bateria, 138 V 6 Ah

| Poprzedni: P1 | P3 | Następny: Honda P3 |